# Powiat Gnieźnieński
Der Powiat Gnieźnieński ist ein Powiat (Kreis) in der polnischen Woiwodschaft Großpolen. Der Powiat hat eine Fläche von 1254,34 km², auf der 145.200 Einwohner leben. Die Bevölkerungsdichte beträgt 116 Einwohner/km² (2019).

## Gemeinden
Der Powiat umfasst zehn Gemeinden, davon eine Stadtgemeinde, vier Stadt-und-Land-Gemeinden und fünf Landgemeinden.

### Stadtgemeinde
- Gniezno (Gnesen)

### Stadt-und-Land-Gemeinden
- Czerniejewo (Schwarzenau)
- Kłecko (Kletzko)
- Trzemeszno (Trzemeszno, Tremessen)
- Witkowo (Witkowo)

### Landgemeinden
- Gniezno
- Kiszkowo (Kiszkowen, Welnau)
- Łubowo (Lubowo, Libau)
- Mieleszyn (Hohenau)
- Niechanowo (Niechanowo)

## Partnerkreis
- Teltow-Fläming, (Deutschland, Brandenburg)